# Tito Tarquinio
Tito Tarquinio (fl. V secolo a.C.) è stato un militare e nobile romano.
Tito Tarquinio, Titus Tarquinius, è stato il figlio maggiore dell'ultimo re di Roma, Tarquinio il Superbo e della sua seconda moglie, Tullia Minore. Fratello di Arrunte Tarquinio e Sesto Tarquinio.

## Biografia
Tito, con il fratello minore Arrunte e il cugino Lucio Giunio Bruto, fu protagonista del viaggio all'oracolo di Delfi in Focide. Qui i due fratelli chiesero all'oracolo chi sarebbe stato il successivo sovrano a Roma e l'oracolo rispose che la prossima persona che avesse baciato sua madre sarebbe diventato re. Solo Bruto interpretò correttamente il responso dell'oracolo, madre nel significato di madre terra, così al ritorno a Roma, finse di inciampare e baciò la terra.
Quando i Tarquini furono esiliati da Roma, e Bruto fu eletto console di Roma, Tito, con il padre e il fratello Arrunte, si rifugiò a Cere.
Tito combatte poi contro l'esercito romano nella battaglia del Lago Regillo, nel 496 a.C., ultimo tentativo di restaurare i Tarquini sul trono di Roma.  Durante la battaglia Marco Valerio Voluso Massimo nel tentativo di uccidere Tito, fu ucciso dalla guardia personale del principe.